# Reziuan Mirzov
Reziuan Mukhamedovich Mirzov (ruso: Резиуан Мухамедович Мирзов; Baksan, República de Kabardia-Balkaria, Rusia, 22 de junio de 1993) es un futbolista ruso que juega como centrocampista en el F. K. Jimki de la Liga Premier de Rusia.

## Trayectoria
Debutó en la Liga Nacional de Fútbol de Rusia con el Spartak de Nalchik el 22 de agosto de 2012 en un partido contra el FC SKA-Jabarovsk.
Anotó el gol de la victoria en los últimos minutos en los que el FC Tosno ganó la final de la Copa de Rusia 2017-18 con un resultado de 2-1 contra el FC Avangard Kursk el 9 de mayo de 2018 en el Volgogrado Arena.
El 31 de agosto de 2018 se incorporó al Arsenal Tula en calidad de cedido para la temporada 2018-19.
El 18 de julio de 2019 firmó un contrato de 3 años con el Spartak de Moscú.
El 2 de octubre de 2020 fue cedido al FK Jimki para la temporada 2020-21.

## Selección nacional
Fue convocado por primera vez a la selección de fútbol de Rusia para los partidos de clasificación para la Eurocopa 2020 contra San Marino y Chipre en junio de 2019.
El 11 de mayo de 2021 fue incluido en la prelista de la selección de Rusia para la Eurocopa 2020.
Nació en Baksan.

## Estadísticas
Actualizado al último partido disputado el 10 de mayo de 2021.
| Club               | Div.          | Temporada     | Liga  | Liga  | Liga   | Copas nacionales | Copas nacionales | Copas nacionales | Copas internacionales | Copas internacionales | Copas internacionales | Total | Total | Total  | Media goleadora |
| Club               | Div.          | Temporada     | Part. | Goles | Asist. | Part.            | Goles            | Asist.           | Part.                 | Goles                 | Asist.                | Part. | Goles | Asist. | Media goleadora |
| ------------------ | ------------- | ------------- | ----- | ----- | ------ | ---------------- | ---------------- | ---------------- | --------------------- | --------------------- | --------------------- | ----- | ----- | ------ | --------------- |
| Spartak de Nalchik |               |               |       |       |        |                  |                  |                  |                       |                       |                       |       |       |        |                 |
| 2.ª                | 2012-13       | 1             | 0     | 0     | 0      | 0                | 0                | 0                | 0                     | 0                     | 1                     | 0     | 0     |        |                 |
| Total club         | Total club    | 1             | 0     | 0     | 0      | 0                | 0                | 0                | 0                     | 0                     | 1                     | 0     | 0     |        |                 |
| Spartak Kostroma   |               |               |       |       |        |                  |                  |                  |                       |                       |                       |       |       |        |                 |
| 2.ª                | 2012-13       | 7             | 0     | 0     | 0      | 0                | 0                | 0                | 0                     | 0                     | 7                     | 0     | 0     |        |                 |
| Total club         | Total club    | 7             | 0     | 0     | 0      | 0                | 0                | 0                | 0                     | 0                     | 7                     | 0     | 0     |        |                 |
| Zvezda Ryazan      |               |               |       |       |        |                  |                  |                  |                       |                       |                       |       |       |        |                 |
| 2.ª                | 2013-14       | 16            | 2     | 0     | 6      | 2                | 0                | 0                | 0                     | 0                     | 22                    | 4     | 0     |        |                 |
| Total club         | Total club    | 16            | 2     | 0     | 6      | 2                | 0                | 0                | 0                     | 0                     | 22                    | 4     | 0     |        |                 |
| Torpedo Moscú      |               |               |       |       |        |                  |                  |                  |                       |                       |                       |       |       |        |                 |
| 1.ª                | 2013-14       | 6             | 1     | 0     | 2      | 0                | 0                | 0                | 0                     | 0                     | 8                     | 1     | 0     |        |                 |
| 1.ª                | 2014-15       | 26            | 1     | 0     | 1      | 0                | 0                | 0                | 0                     | 0                     | 27                    | 1     | 0     |        |                 |
| Total club         | Total club    | 32            | 2     | 0     | 3      | 0                | 0                | 0                | 0                     | 0                     | 35                    | 2     | 0     |        |                 |
| Ajmat Grozni       |               |               |       |       |        |                  |                  |                  |                       |                       |                       |       |       |        |                 |
| 1.ª                | 2015-16       | 5             | 0     | 0     | 1      | 0                | 0                | 0                | 0                     | 0                     | 6                     | 0     | 0     |        |                 |
| 1.ª                | 2016-17       | 8             | 0     | 0     | 0      | 0                | 0                | 0                | 0                     | 0                     | 8                     | 0     | 0     |        |                 |
| 1.ª                | 2017-18       | 0             | 0     | 0     | 0      | 0                | 0                | 0                | 0                     | 0                     | 0                     | 0     | 0     |        |                 |
| Total club         | Total club    | 13            | 0     | 0     | 1      | 0                | 0                | 0                | 0                     | 0                     | 14                    | 0     | 0     |        |                 |
| Tosno              |               |               |       |       |        |                  |                  |                  |                       |                       |                       |       |       |        |                 |
| 1.ª                | 2017-18       | 20            | 2     | 0     | 5      | 1                | 0                | 0                | 0                     | 0                     | 25                    | 3     | 0     |        |                 |
| Total club         | Total club    | 20            | 2     | 0     | 5      | 1                | 0                | 0                | 0                     | 0                     | 25                    | 3     | 0     |        |                 |
| Rostov             |               |               |       |       |        |                  |                  |                  |                       |                       |                       |       |       |        |                 |
| 1.ª                | 2018-19       | 3             | 0     | 0     | 0      | 0                | 0                | 0                | 0                     | 0                     | 3                     | 0     | 0     |        |                 |
| Total club         | Total club    | 3             | 0     | 0     | 0      | 0                | 0                | 0                | 0                     | 0                     | 3                     | 0     | 0     |        |                 |
| Arsenal Tula       |               |               |       |       |        |                  |                  |                  |                       |                       |                       |       |       |        |                 |
| 1.ª                | 2018-19       | 23            | 6     | 0     | 6      | 2                | 0                | 0                | 0                     | 0                     | 29                    | 8     | 0     |        |                 |
| Total club         | Total club    | 23            | 6     | 0     | 6      | 2                | 0                | 0                | 0                     | 0                     | 29                    | 8     | 0     |        |                 |
| Spartak de Moscú   |               |               |       |       |        |                  |                  |                  |                       |                       |                       |       |       |        |                 |
| 1.ª                | 2019-20       | 21            | 1     | 0     | 5      | 0                | 0                | 0                | 0                     | 0                     | 26                    | 1     | 0     |        |                 |
| 1.ª                | 2020-21       | 1             | 0     | 0     | 0      | 0                | 0                | 0                | 0                     | 0                     | 1                     | 0     | 0     |        |                 |
| Total club         | Total club    | 22            | 1     | 0     | 5      | 0                | 0                | 0                | 0                     | 0                     | 27                    | 1     | 0     |        |                 |
| FK Jimki           |               |               |       |       |        |                  |                  |                  |                       |                       |                       |       |       |        |                 |
| 1.ª                | 2020-21       | 17            | 6     | 0     | 2      | 0                | 0                | 0                | 0                     | 0                     | 19                    | 6     | 0     |        |                 |
| Total club         | Total club    | 17            | 6     | 0     | 2      | 0                | 0                | 0                | 0                     | 0                     | 19                    | 6     | 0     |        |                 |
| Total carrera      | Total carrera | Total carrera | 154   | 19    | 0      | 28               | 5                | 0                | 0                     | 0                     | 0                     | 182   | 24    | 0      |                 |

## Palmarés

### Títulos nacionales
| Título        | Club     | País  | Año  |
| ------------- | -------- | ----- | ---- |
| Copa de Rusia | FC Tosno | Rusia | 2017 |